# Jürgen Bernhardt
Jürgen Helmut Bernhardt (* 4. Juli 1938 in Berlin) ist ein deutscher Physiker und Strahlenschutzexperte.
Bernhardt studierte Physik und Biophysik in München und Frankfurt. Er promovierte über die elektrischen Eigenschaften lebender Zellen. Sein Forschungsschwerpunkt sind elektromagnetische Felder und deren Auswirkungen. Im Bundesamt für Strahlenschutz war er bis 1998 Vizedirektor und Leiter der Abteilung für Strahlenschutz in der Medizin. Er hatte 1996–2000 den Vorsitz der ICNIRP inne.
Bernhardt habilitierte sich 1977 und lehrte bis zu seiner Emeritierung an der Universität Erlangen-Nürnberg. Er vertritt die Ansicht, dass von den im Alltag üblichen elektromagnetischen Feldern keine Gesundheitsgefahr ausgeht.